# 托尔施泰因·约翰森
托尔施泰因·约翰森（挪威語：Thorstein Johansen，1888年1月7日—1963年8月2日），挪威男子射击运动员。他曾代表挪威参加1920年夏季奥林匹克运动会射击比赛，获得男子团体移动靶双次射击金牌。